# Le Casse (bande dessinée)
Pour l’article homonyme, voir Le Casse.
Le Casse est une série de bande dessinée dirigée par David Chauvel et éditée par Delcourt. Cette série est complète en 6 tomes.

## Synopsis
À l’instar de Sept, Le Casse n’est pas une histoire à suivre mais une succession de récits indépendants. Tous racontent l’élaboration et l’exécution d’un hold-up de grande envergure.
DiamondsDeux hommes se font embaucher dans les mines de diamants d’Askashaya, en Sibérie. Ils sont en mission de repérage pour préparer le détournement d’un convoi quittant l’exploitation.
Le Troisième JourEn l’an 30 de notre ère, Marie-Madeleine est déterminée à sauver Jésus de Nazareth, son époux, de la crucifixion. Elle convainc Jacques le Juste de l’aider.
Soul ManFélix est incarcéré à la prison d’Attica. Son codétenu, surnommé « Soul Man », a déjà tué tous ses précédents compagnons de cellule.
La Grande Escroquerie1977, Londres. Une importante livraison de drogue doit avoir lieu durant le jubilé de la reine Élisabeth II.
Gold RushDans le Grand Nord, au moment de la ruée vers l’or dans la région du Yukon, les spécialistes de l’attaque de trains que sont Hermès Coltrane et Mac mettent au point un nouveau plan. Ils réunissent une équipe hétéroclite pour voler «  the stone », une énorme pépite d’or.
L’Héritage du KaiserJusqu'alors officier exemplaire dans la Wehrmacht, le Major assassine froidement des agents de la police politique avant d’être capturé et interrogé par les services secrets. Dans cette période où la population allemande a porté le NSDAP au pouvoir, il est sur la piste du trésor des nazis.

## Albums
- 1 Diamonds, janvier 2010
Scénario : Christophe Bec - Dessin : Dylan Teague - Couleurs : Christophe Araldi et Xavier Basset
- 2 Le Troisième Jour, mars 2010
Scénario : Henri Meunier - Dessin : Richard Guérineau - Couleurs : Delf
- 3 Soul Man, mai 2010
Scénario : David Chauvel - Dessin : Denys - Couleurs : Hubert
- 4 La Grande Escroquerie, 2010
Scénario : Fred Duval - Dessin : Christophe Quet
- 5 Gold Rush, 2010
Scénario : Luca Blengibo - Dessin : Antonio Sarchione - Couleurs : Lorenzo Pieri
- 6 L’Héritage du Kaiser, 2010
Scénario : Herik Hanna - Dessin : Trevor Hairsine - Couleurs : Sébastien Lamirand

## Éditeurs
- Delcourt (collection « Conquistador ») : tomes 1 à 6 (première édition des tomes 1 à 6)